# Battaglia di Mogyoród
La battaglia di Mogyoród (in ungherese Mogyorodi csata) fu un conflitto combattuto nell'omonima località tra il re Salomone d'Ungheria e i suoi cugini Géza I e Ladislao il 14 marzo 1074. La guerra si scatenò per via degli screzi che erano in corso tra le due fazioni ormai da diverso tempo; nonostante fossero stati esperiti dei tentativi diplomatici di mediare la disputa, re Salomone decise di eliminare i suoi oppositori su un campo di combattimento. Benché sia ignoto il numero di truppe impiegate da entrambe le fazioni, sia pur in via sommaria, è certo che la vittoria arrise allo schieramento avverso alla corona, con il risultato che Salomone fu confinato in alcuni territori isolati del regno e Géza, forte anche dell'appoggio del fratello Ladislao, si assicurò il trono. Tuttavia, lo sconfitto non si arrese mai all'ipotesi di rinunciare alla massima carica, ragion per cui, anche dopo la disfatta di Mogyoród, tentò di minare l'autorità di Géza prima e di Ladislao poi, malgrado in entrambi i casi senza successo.

## Antefatti

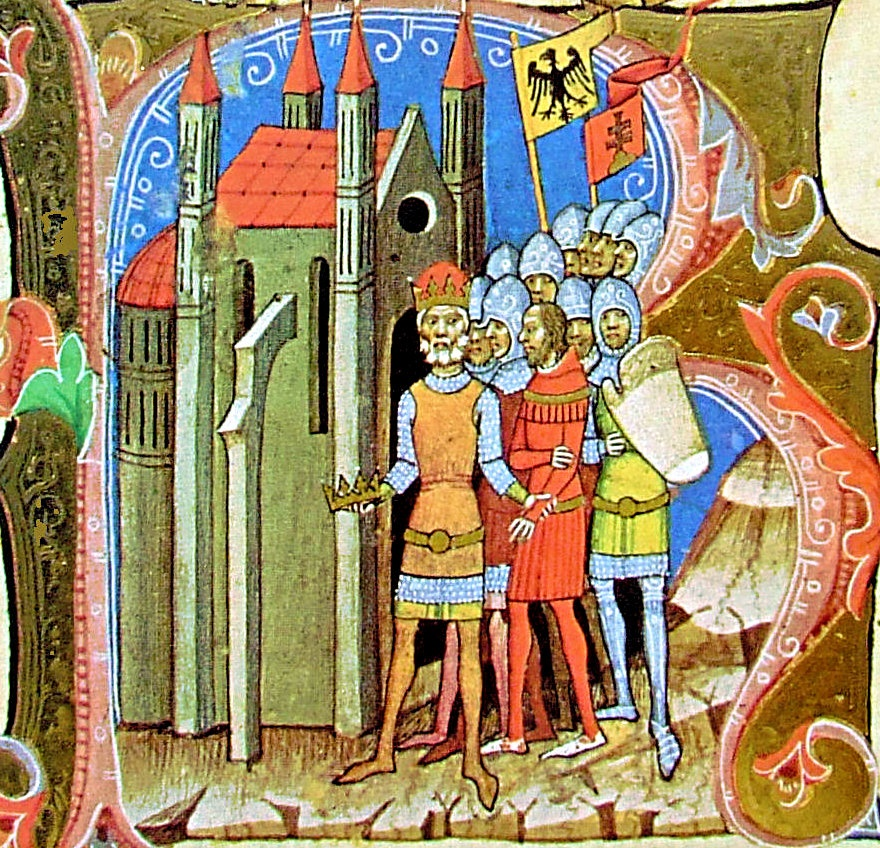
Salomone, assistito da Enrico IV di Franconia, fa ritorno in Ungheria dopo l'invasione del 1063. Miniatura tratta dalla Chronica Picta

Salomone era salito al potere in circostanze tumultuose nel settembre del 1063, quando riuscì a fare ritorno in Ungheria, dalla quale era stato costretto a fuggire anni prima, grazie al supporto delle truppe fornite dal Sacro Romano Impero. Poiché suo zio e usurpatore Béla era morto ancor prima che potesse combattere le forze ostili che affiancavano Salomone, quest'ultimo fece il suo ingresso nella capitale Székesfehérvár (Alba Iulia) senza aver incontrato alcuna resistenza. In quell'occasione fu, secondo la Chronica Picta, cerimoniosamente «incoronato re con il consenso e l'acclamazione di tutta l'Ungheria». I tre cugini di Salomone e figli di Béla, ovvero Géza e i suoi fratelli Ladislao e Lamberto, varcarono i confini magiari dopo che le truppe tedesche si ritirarono dal regno. Essi giunsero assieme a dei rinforzi che avevano reclutato in Polonia desiderosi di vendetta e Salomone fu costretto a trovare rifugio nella fortezza di Moson, situata al confine occidentale del regno. Il clero magiaro decise di intervenire e cercò di trovare una mediazione tra le parti per scongiurare il rischio di una nuova guerra civile.
Alla fine, Salomone e i suoi cugini raggiunsero un accordo che andò firmato a Győr il 20 gennaio 1064. Géza e i suoi fratelli riconobbero Salomone come legittimo re, anche perché quest'ultimo aveva loro concesso il ducatus amministrato dal padre, ovvero un territorio vasto circa un terzo dell'intero dominio che vantava uno status semi-autonomo (Tercia pars regni). In segno di riconciliazione, il duca Géza pose una corona sul capo di Salomone nella cattedrale di Pécs nella domenica di Pasqua del 1064.
Il re e i suoi cugini collaborarono in maniera assidua nel periodo tra il 1064 e il 1071. Tuttavia, insorsero alcuni screzi a seguito della riconquista di Belgrado, sottratta nel 1071 agli occupanti provenienti dall'impero bizantino. Il comandante ellenico Niceta cedette la fortezza al duca Géza anziché al re; secondo la Chronica Picta, ciò avvenne perché egli sapeva che Salomone «era un uomo duro e che per ogni cosa dava ascolto ai vili consigli del conte Vid, un uomo detestabile agli occhi di Dio e degli uomini». il re concesse soltanto un quarto delle ricchezze al duca, che ne rivendicava la metà. In seguito, il duca negoziò con gli ambasciatori dell'imperatore bizantino e liberò tutti i prigionieri romei senza il consenso del sovrano. Le già evidenti increspature nei rapporti bilaterali si acuirono ulteriormente per via del conte Vid; stando alla Chronica Picta, questo nobile consigliere del re tendeva ad alimentare le tensioni tra il giovane monarca e i cugini per fini personali, affermando che, così come «due spade affilate non possono essere tenute nello stesso fodero», allo stesso modo il re e il duca «non possono regnare assieme nello stesso regno».

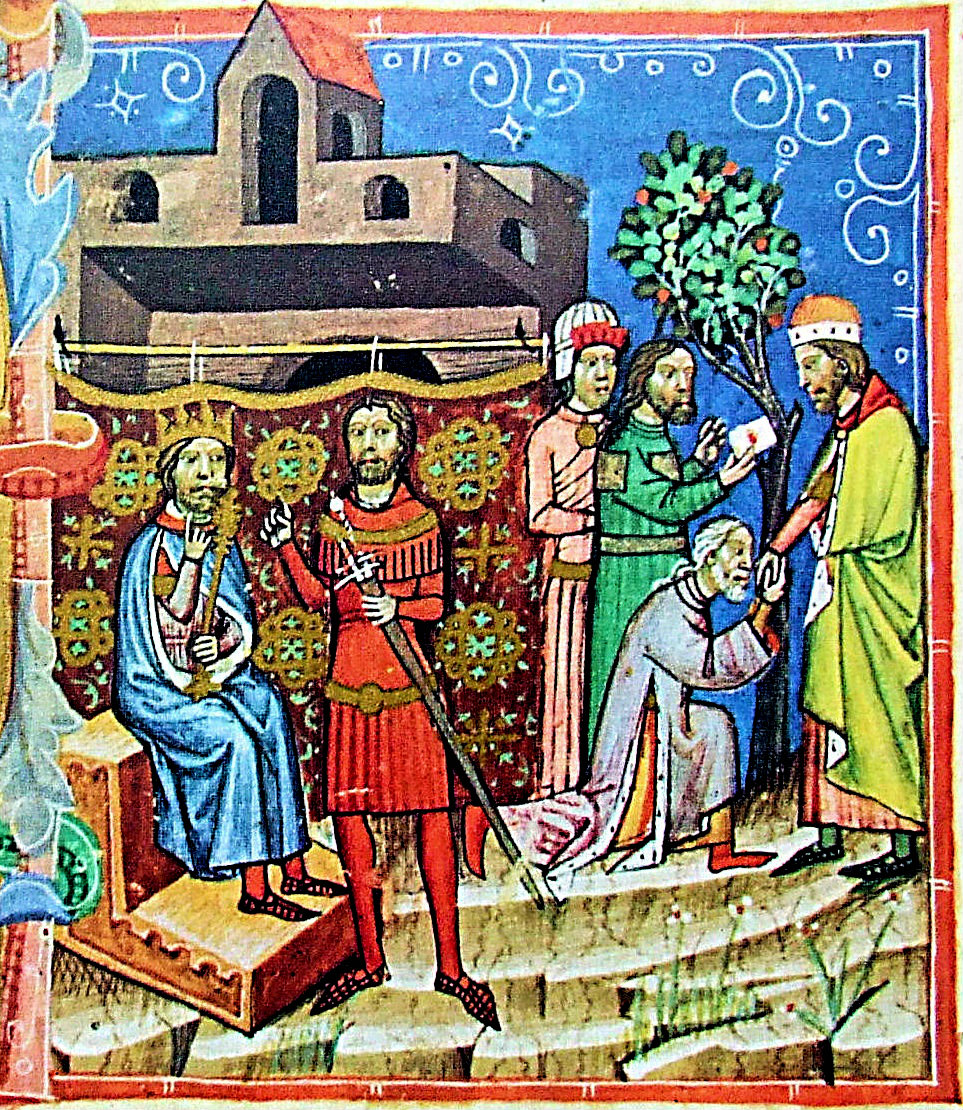
Il conte Vid aizza Salomone contro il duca Géza, intento a ricevere sullo sfondo gli ambasciatori bizantini. Miniatura tratta dalla Chronica Picta

I bizantini si reimpossessarono di Belgrado l'anno successivo, evento che spinse Salomone a decidere di invadere l'impero bizantino e a ordinare ai suoi cugini di accompagnarlo. Soltanto Géza si unì al re, mentre suo fratello Ladislao rimase con metà delle sue truppe nella regione del Nyírség.
Dopo il loro ritorno dalla campagna in Serbia, sia Salomone che Géza iniziarono ad allestire dei preparativi per l'inevitabile conflitto che si profilava all'orizzonte e cominciarono a cercare supporto all'estero. I due conclusero una tregua, che sarebbe rimasta in vigore «dalla festa di San Martino fino a quella di San Giorgio», dall'11 novembre 1073 al 24 aprile 1074.
Géza mandò i suoi fratelli in Polonia e nella Rus' di Kiev al fine di chiedere aiuto contro Salomone. In un incontro avvenuto durante l'Abbazia di Szekszárd, il conte Vid persuase il re a rompere la tregua per attaccare inaspettatamente Géza, intento a «cacciare nella foresta di Igfan», a est del fiume Tibisco. Sebbene l'abate del monastero appena menzionato avvertì il duca dei piani del monarca, l'esercito della corona attraversò il fiume e mise in rotta le truppe di Géza nella battaglia di Kemej il 26 febbraio 1074.

## La battaglia
Dal luogo dei combattimenti, Géza e il suo seguito si affrettarono verso Vác, dove incontrò suo fratello Ladislao e il loro cognato, il duca Ottone I di Olomouc. Quest'ultimo, accompagnato da rinforzi cechi, giunse in Ungheria affinché fosse possibile assistere Géza contro Salomone. Nella battaglia che ne seguì, combattuta a Mogyoród il 14 marzo 1074, stando alla Chronica Picta Géza «impartì ordini al troncone centrale, composto dalle truppe di Nitria». Durante gli scontri, Géza e Ladislao effettuarono dei mutamenti al loro solito stile di combattimento, con degli ordini impartiti in maniera inusuale per confondere Salomone, il quale stava ipotizzando di attaccare frontalmente Géza. La tattica ebbe successo, considerando che le truppe tedesche e boeme vennero annientate, oltre a riportarsi perdite importanti come quella del conte Vid, sostenitore di Salomone; quest'ultimo fu dunque costretto ad abbandonare la lotta mentre i suoi avversari celebravano la vittoria.
La Chronica Picta riassume così lo scontro:
(Chronica Picta)

## Conseguenze

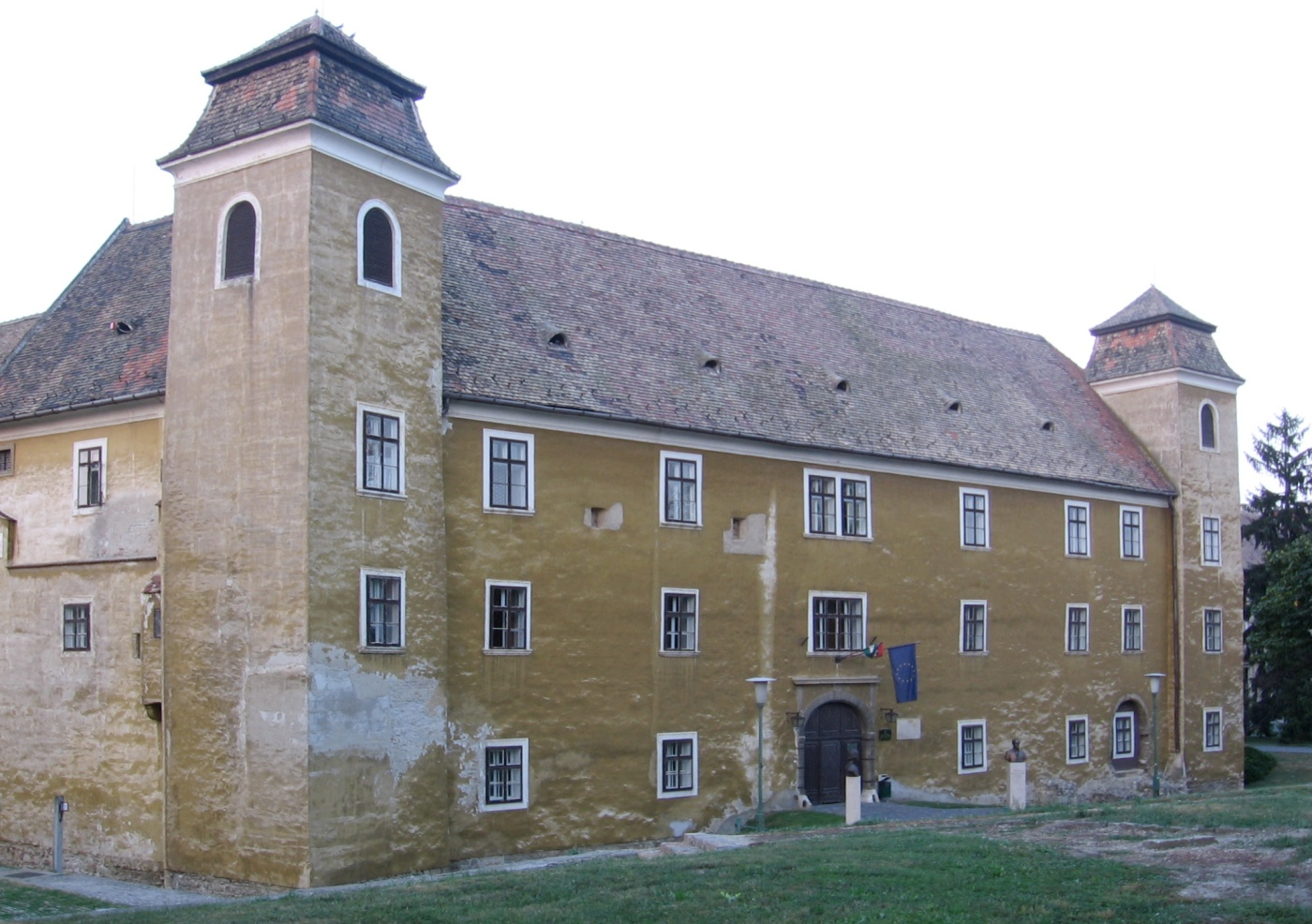
Il castello di Mosonmagyaróvár oggi. Costruita nel XII secolo, fu questa struttura, sottoposta nei secoli a varie ristrutturazioni che ne hanno modificato l'impianto originale, a fornire rifugio a Salomone per vari anni

Géza e i suoi alleati conseguirono una vittoria decisiva e i suoi soldati inseguirono Salomone e i suoi uomini «dall'alba al tramonto», ma questi riuscirono a trovare rifugio di nuovo a Moson, situata sulla frontiera occidentale dell'Ungheria. Géza rafforzò Kapuvár, Babót, Székesfehérvár e costruì «altri castelli sicuri presidiati da guarnigioni composte dai più coraggiosi soldati», impossessandosi così di quasi tutto il regno.
Secondo la Chronica Picta, Géza accettò il trono «su insistenza degli ungheresi» dopo che Salomone si era dato alla fuga. Tuttavia, non venne incoronato perché i gioielli reali erano ancora in possesso del sovrano detronizzato. Salomone, da parte sua, spedì i suoi emissari da Enrico IV e gli promise «sei delle più robuste città fortificate dell'Ungheria» se suo cognato lo avesse aiutato a deporre Géza. Si dichiarò inoltre persino pronto ad accettare la sovranità del monarca tedesco sulla sua. Allettato da tale offerta, Enrico IV invase l'Ungheria in agosto. La sua marcia giunse fino a Vác, ma presto l'imperatore si ritirò dal territorio magiaro senza aver sconfitto Géza. Malgrado ciò, l'invasione tedesca consolidò il dominio di Salomone nell'area situata a cavallo delle sue due fortezze, da dove continuò ad esercitare tutte le prerogative reali, compresa l'emissione di monete.

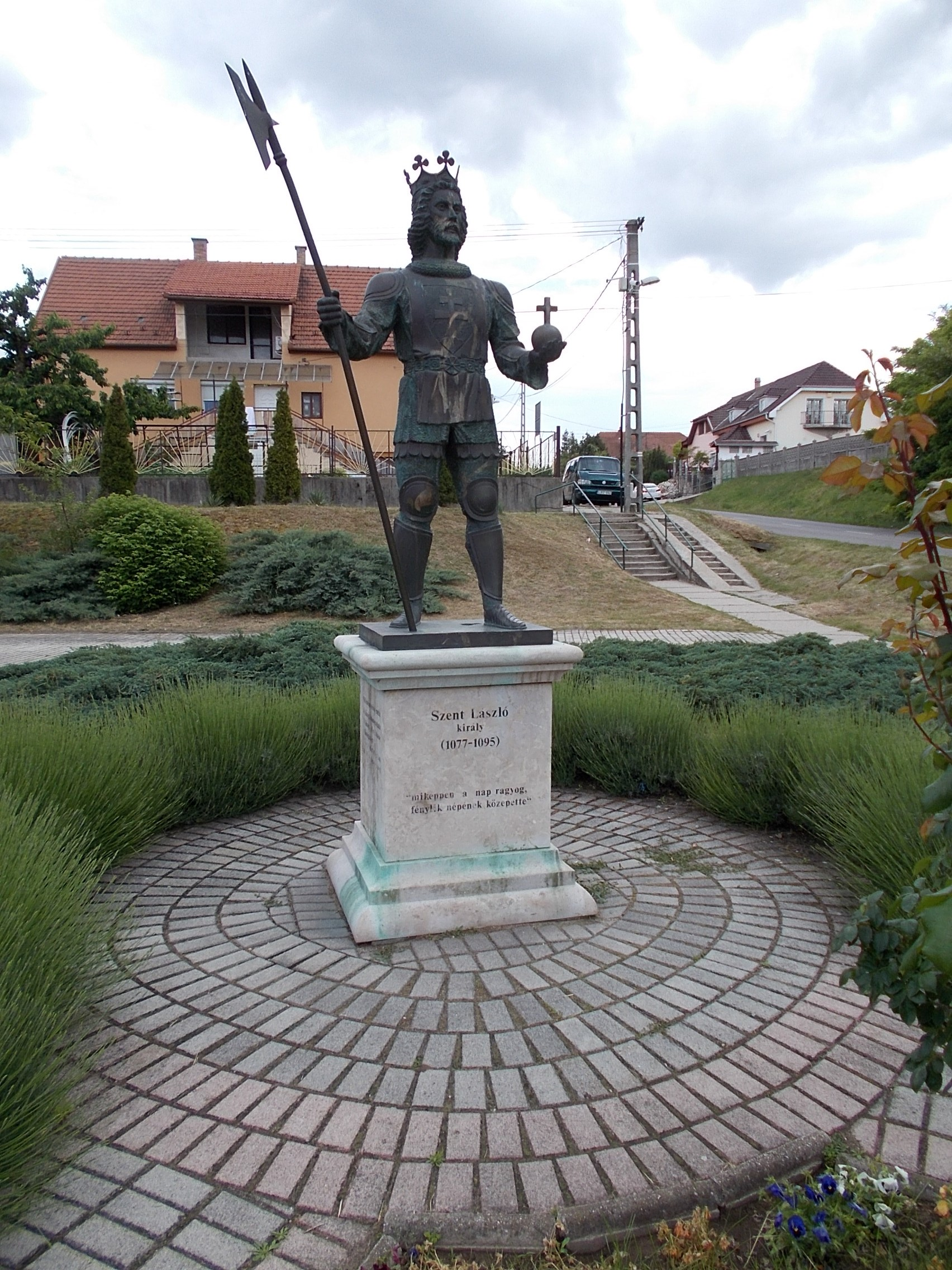
Monumento dedicato a Ladislao I a Mogyoród

Géza decise di avviare nuovi negoziati con Salomone, ma quando morì il 25 aprile 1077 i suoi sostenitori proclamarono re il fratello del defunto, Ladislao. Il nuovo monarca occupò Moson nel 1079, costringendo Salomone a doversi accontentarsi del solo possesso di Presburgo (odierna Bratislava, in Slovacchia). Nel 1080 o 1081, i due cugini stipularono un trattato, ai sensi del quale Salomone riconosceva Ladislao come legittimo sovrano in cambio di «concessioni sufficienti a soddisfare le esigenze economiche di un re». Fu solo l'avvento al potere di Ladislao a porre un freno ai decenni di guerra civile che straziarono l'Ungheria sin da quando Stefano I aveva designato come suo successore Pietro Orseolo.

### Fonti primarie
- Dezső Dercsényi, Leslie S. Domonkos (a cura di), Chronica Picta, Corvina, Taplinger Publishing, 1970, ISBN 0-8008-4015-1.

### Fonti secondarie
- (EN) Július Bartl, Dušan Škvarna, Viliam Čičaj e Mária Kohútova, Slovak History: Chronology & Lexicon, Wauconda, Bolchazy-Carducci Publishers, 2002, ISBN 978-08-65-16444-4.
- (EN) Pál Engel, The Realm of St Stephen: A History of Medieval Hungary, 895-1526, I.B. Tauris Publishers, 2001, ISBN 1-86064-061-3.
- (HU) Géza Érszegi e László Solymosi, Az Árpádok királysága, 1000-1301 [La monarchia degli Arpadi, 1000-1301], in Magyarország történeti kronológiája, I: a kezdetektől 1526-ig [Cronologia storica dell'Ungheria, I: dalle origini al 1526], Akadémiai Kiadó, 1981,  pp. 79-187, ISBN 963-05-2661-1.
- (EN) Z.J. Kosztolnyik, Five Eleventh Century Hungarian Kings: Their Policies and their Relations with Rome, Columbia University Press, 1981, ISBN 0-914710-73-7.
- (HU) Gyula Kristó e Ferenc Makk, Az Árpád-ház uralkodói [Sovrani della casata degli Arpadi], I.P.C. Könyvek, 1996, ISBN 963-7930-97-3.
- (EN) I.S. Robinson, Henry IV of Germany, 1056-1106, Cambridge University Press, 1999, ISBN 0-521-54590-0.
- (EN) Ján Steinhübel, The Duchy of Nitra, in Slovakia in History, Cambridge University Press, 2011,  pp. 15-29, ISBN 978-0-521-80253-6.
- (EN) Ján Steinhübel, The Nitrian Principality: The Beginnings of Medieval Slovakia, BRILL, 2020, ISBN 978-90-04-43863-7.